# Nejc Pečnik
Nejc Pečnik, slovenski nogometaš, * 3. januar 1986, Dravograd.

## Klubska kariera
Pečnik je svojo nogometno pot začel v domačem klubu NK Dravograd. Kasneje je podpisal prvo profesionalno pogodbo s klubom NK Celje. v prvi ligi je prvič nastopil 24. aprila 2004 na tekmi proti NK Ljubljana. V naslednji sezoni je odigral sedem prvoligaških in več tekm v slovenskem nogometnem pokalu. Nastopil je tudi na finalni tekmi pokala prito klubu FC Koper. V sezoni 2005-06 je postal stalni član prve celjske postave, v prihodnjih sezonah pa eden ključnih nogometašev kluba. V sezoni 2007-08 je bil s 14 goli najboljši strelec NK Celja. Po petih sezonah je zapustil Celje, ki ga je junija posodiločeškemu klubu Sparta Praga . V Pragi je ostal pol leta, nastopil pa je na štirih tekmah lige Gambrinus. Februarja 2008 se je vrnil v NK Celje. Po kratkem času je prestopil v portugalski klub CD Nacional.

## Reprezentančna kariera
Pečnik je za slovensko nogometno reprezentanco prvič nastopil na kvalifikacijski tekmi za nastop na svetovnem prvenstvu v nogometu 2010 proti Severni Irski 1. aprila 2009
Svoj prvi reprezentančni gol je dosegel 10. oktobra 2009 na kvalifikacijski tekmi proti Slovaški.

### Reprezentančni nastopi in zadetki
| zap. št. | Datum             | Prizorišče               | Nasprotnik    | Rezultat | Njegovi zadetki | Minuta zadetka | Minutaža | Tekmovanje                                                             |
| -------- | ----------------- | ------------------------ | ------------- | -------- | --------------- | -------------- | -------- | ---------------------------------------------------------------------- |
| 1        | 1. april 2009     | Windsor Park , Belfast   | Severna Irska | 1-0      | 0               | X              | 13'      | Kvalifikacije za nastop na Svetovnem prvenstvu v nogometu 2010         |
| 2        | 12. avgust 2009   | Maribor, Slovenija       | San Marino    | 5-0      | 0               | X              | 46'      | Kvalifikacije za nastop na Svetovnem prvenstvu v nogometu 2010         |
| 3        | 5. september 2009 | London , Anglija         | Anglija       | 2-1      | 0               | X              | 19'      | Prijateljska tekma z Anglijo                                           |
| 4        | 9. september 2009 | Maribor, Slovenija       | Poljska       | 3-0      | 0               | X              | 1'       | Kvalifikacije za nastop na Svetovnem prvenstvu v nogometu 2010         |
| 5        | 10. oktober 2009  | Tehelné pole, Bratislava | Slovaška      | 2-0      | 1 (za 2-0)      | 90'            | 12'      | Kvalifikacije za nastop na Svetovnem prvenstvu v nogometu 2010         |
| 6        | 14. november 2009 | Moskva, Rusija           | Rusija        | 1-2      | 1 (za 1-2)      | 88'            | 11'      | Dodatne kvalifikacije za nastop na Svetovnem prvenstvu v nogometu 2010 |

## Dosežki

#### NK Celje
- Slovenski nogometni pokal: 2004/05